# ISO 3166-2:BJ
ISO 3166-2:BJ – kody ISO 3166-2 dla podjednostek administracyjnych Beninu.
Kody ISO 3166-2 to część standardu ISO 3166 publikowanego przez Międzynarodową Organizację Normalizacyjną. Kody te są przypisywane głównym jednostkom podziału administracyjnego, takim jak np. województwa czy stany, każdego kraju posiadającego kod w standardzie ISO 3166-1.
Aktualnie (2017) dla Beninu zdefiniowano kody dla 12 departamentów.  
Pierwsza część oznaczenia to kod Beninu zgodnie z ISO 3166-1, natomiast druga część oznaczenia znajdująca się po myślniku to dwuliterowy kod jednostki administracyjnej. 

## Kody ISO
| Kod ISO | Nazwa jednostki administracyjnej | Nazwa jednostki administracyjnej w języku francuskim | Rodzaj jednostki administracyjnej |
| ------- | -------------------------------- | ---------------------------------------------------- | --------------------------------- |
| BJ-AL   | Alibori                          | Alibori                                              | departament                       |
| BJ-AK   | Atakora                          | Atacora                                              | departament                       |
| BJ-AQ   | Atlantique                       | Atlantique                                           | departament                       |
| BJ-BO   | Borgou                           | Borgou                                               | departament                       |
| BJ-CO   | Collines                         | Collines                                             | departament                       |
| BJ-DO   | Donga                            | Donga                                                | departament                       |
| BJ-KO   | Kouffo                           | Couffo                                               | departament                       |
| BJ-LI   | Littoral                         | Littoral                                             | departament                       |
| BJ-MO   | Mono                             | Mono                                                 | departament                       |
| BJ-OU   | Ouémé                            | Ouémé                                                | departament                       |
| BJ-PL   | Plateau                          | Plateau                                              | departament                       |
| BJ-ZO   | Zou                              | Zou                                                  | departament                       |